# Corynura lepida
Corynura lepida är en biart som beskrevs av Johann Dietrich Alfken 1926. Corynura lepida ingår i släktet Corynura och familjen vägbin. Inga underarter finns listade i Catalogue of Life.